# Caloptilia selenitis
Caloptilia selenitis är en fjärilsart som först beskrevs av Edward Meyrick 1909.  Caloptilia selenitis ingår i släktet Caloptilia och familjen styltmalar. Inga underarter finns listade i Catalogue of Life.